# Batalla de Viana
La batalla de Viana fue uno de los combates de la Primera Guerra Carlista que tuvo lugar el 4 de septiembre de 1834 en la ciudad navarra homónima.

## Antecedentes
El final de la guerra con Portugal con la Convención de Évora-Monte de 27 de mayo de 1834, permitió el reforzamiento de las tropas liberales, que se concentraron para expulsar a Zumalacárregui de su refugio de Améscoas. El 9 de julio Carlos entró en Navarra por Zugarramurdi, y confirmó a Zumalacárregui como comandante general, el general José Ramón Rodil lo intentó capturar por lo que dividió sus fuerzas en diferentes grupos, comandados por Baldomero Espartero, Manuel Lorenzo, Marcelino de Oraá y Luis Ángel de Carondelet. Rodil se decidió a atacar el valle de Baztan, pero la junta carlina lo abandonó, y Zumalacárregui atacó la expedición en Viana.

## Fuerzas
Los Carlistas desplegaron en la ciudad a su infantería, unos 1000 hombres pertenecientes al 1º y 4º batallón de Navarra para enfrentarse a la infantería enemiga. La caballería; unos 260 jinetes pertenecientes al 1º y 3º de lanceros de navarra se desplegó en el llano.
Por su parte los Liberales disponían de los batallones de Valladolid, desplegado en Viana y el de Castilla en el llano. Junto a ellos formaba su caballería, unos 450 jinetes pertenecientes a la Guardia montada Cristina.

## La batalla
El 4 de septiembre de 1834 Zumalacárregui sorprendió en Viana a las tropas de Luis Ángel de Carondelet y Castaños, barón de Carondelet, que se retiraron en desorden hacia Logroño por las descargas de fuego de dos compañías que se atrincheraron en el ayuntamiento, mientras los lanceros de Navarra se enfrentaron en el camino Mendavia a la caballería de la Guardia Real, que también se retiró.

## Consecuencias
La derrota liberal del puerto de Artaza el 22 de abril de 1835 permitió que el líder carlista asegurara la mitad occidental de Navarra, además de abrir las conexiones con los valles centrales de Guipúzcoa a los carlistas con Vergara y Oñate como puntos fuertes. Las derrotas isabelinas dejaron todo el norte en manos carlistas y el general Valdés creó una línea de contención en el Ebro, manteniendo algunas poblaciones de la costa. Zumalacárregui, que había combinado la guerra con la guerra de guerrillas, decidió marchar sobre Madrid con 30 000 soldados previa conquista de Álava, pero el cuartel general lo obligó a asediar Bilbao. Zumalacárregui fue herido en el asedio y murió nueve días después. Finalmente los generales cristinos Latre y Espartero levantaron el asedio el 1 de julio.